# Noël-Gabriel-Luce Villar
Pour les articles homonymes, voir Villar (nom de famille).
Noël-Gabriel-Luce Villar, né le 13 décembre 1748 à Toulouse et mort le 26 août 1826 à Paris, est un homme d'Église et homme politique français.

## Biographie

### Origine
Il était fils d'un chirurgien de Toulouse ; il étudia au collège d'Esquille, dirigé par les Prêtres de la doctrine chrétienne, s'affilia à leur congrégation et après avoir professé la rhétorique avec distinction à Toulouse, puis au Collège de la Flèche, il devint, en 1786, recteur de cet établissement, où il remplaça le Père Corbin, nommé sous-précepteur du Dauphin, fils de Louis XVI.

### Évêque constitutionnel de la Mayenne
Villar adopta les principes de la Révolution française, mais la timidité de son caractère le préserva de tout excès, comme de grands périls.
La Constitution civile du clergé crée un diocèse correspondant au territoire du département de la Mayenne, avec Laval comme siège. Le clergé refuse de concourir à l'élection de l'évêque qui est effectuée dans l'église de la Trinité de Laval, le 10 septembre 1790. Un grand nombre de laïques imitent cet exemple; certaines prennent part néanmoins aux opérations électorales L'élu est Michel Thoumin des Vauxponts, qui refusa, avec l'approbation de Pie VI sur ce choix. Le 20 mars 1791, 159 voix élisent Noël-Gabriel-Luce Villar, évêque de la Mayenne.
Villar devient donc évêque constitutionnel. Il a prêté serment à la constitution civile du clergé ; il reçoit donc sans problème les députés Jérôme Frin de Coméré et Jean-Baptiste Tellot, qui viennent lui annoncer son élection, et dès le 21 au soir, il arrive avec eux à Laval. Il est ordonné à Notre-Dame-de-Paris le 22 mai suivant, par Jean-Baptiste Gobel, et arrive à Laval le 30, pour être intronisé le lendemain. Michel Faur imprime le Détail de ce qui s'est passé lors de l'arrivée et de l'installation de M. Villar, évêque du département de la Mayenne, rédigé par ordre du Directoire du Département
Le soir même, Villar est acclamé membre du club, en est élu président quelques jours plus tard, et correspond en cette qualité avec les sociétés analogues, spécialement avec les Jacobins de Paris.
Il s'occupe d'abord de se choisir des vicaires épiscopaux, destinés à lui servir de conseil et à desservir avec lui la paroisse de la Trinité. Villar met Louis Guilbert à la tête de son séminaire après l'établissement de la constitution civile du clergé.
Villar adresse aux curés, par l'intermédiaire des maires, une lettre pastorale, datée du 4 juillet 1791, qui est ignorée. Cette lettre lui vaut de Pierre-Jérôme Chatizel et d'un anonyme de virulentes ripostes.
Le bruit se répand que, dégoûté par la conduite de son clergé, si difficile à recruter, honteux d'une situation qui lui amenait le mépris des citoyens, mécontent du logement qu'on lui avait offert, il songe à se retirer. Il proteste contre les intentions et les projets de désertion qu'on lui prête.
Il signa le 15 janvier 1792 l'adresse au roi contre les prêtres insermenté. Il les voit sans protestation internés puis emprisonnés ; c'est sous son épiscopat que 14 prêtres mayennais réfractaires sont guillotinés à Laval. iI prête son concours et sa parole à toutes les cérémonies civiles ; il reçoit les compliments et les honneurs dont le comblent les révolutionnaires, la présidence des assemblées électorales et du conseil général du département. Le 7 juin 1792, il préside encore la procession de la Fête-Dieu, mais le peuple se détourne de lui, le hue, le maudit (référence?).
Aussi quand l'assemblée électorale qu'il préside à Notre-Dame-de-Mayenne, pour les Élections législatives de 1792, le 2 septembre 1792, le choisit comme septième député de la Mayenne à la Convention, il quitte avec empressement Laval, où il avait promis de vivre et mourir au milieu de son doux troupeau.

### Député à la Convention
Pendant la lutte des Montagnards et des Girondins et durant le pouvoir de Robespierre, Villar ne paraît pas à la tribune. Ne pouvant se dispenser de manifester son vote dans le procès de Louis XVI, il déclare le prince coupable, rejette avec toute sa députation l'appel au peuple, admet le sursis et se prononce pour la détention et le bannissement à la paix. Enfin, tant que dure la Terreur, il ne songe qu'à se faire oublier. Après la chute de Robespierre, il se distingue surtout par son zèle pour le rétablissement de l'instruction publique, et ose enfin se prononcer contre les terroristes.
Il est élu un des secrétaires de l'assemblée lors du renouvellement du bureau, le 4 juillet 1795. Quelques jours après (le 13), rapporteur du comité d'instruction publique, il demande la conservation provisoire du collège de France ; et ce provisoire sauve l'établissement que dans son rapport il proclame la première école de l'univers. Le 4 septembre suivant, il ne se fait pas moins d'honneur en proposant, au nom du même comité, d'accorder une pension à cent dix-huit savants, hommes de lettres, artistes, ou à leurs veuves et descendants. L'impartialité politique la plus sévère a présidé à la rédaction de cette liste nombreuse, dans laquelle sont comprises les deux petites nièces de Fénelon. Cette loi de munificence nationale satisfiat d'autant plus l'opinion publique, que le règne de la terreur a été pour les gens de lettres une époque de proscription et d'indigence. Le 17 octobre suivant, Villar, organe du même comité, fait décréter l'organisation de la bibliothèque nationale.
Vers la même époque, il rend d'importants services à l'académie de Turin, qui a fait placer son portrait dans le lieu de ses séances. Le nom de ce savant se trouve attaché à tous les plans qui sont successivement exécutés, soit pour l'organisation de l'Institut de France, soit pour le rétablissement de l'instruction publique.
Les électeurs de la Mayenne ne le renvoient pas à l'Assemblée législative, mais il y est rappelé par l'Assemblée, qui se complète elle-même le 25 novembre 1795 à la suite des élections législatives de 1795. C'est toujours pour les mêmes objets qu'il paraît à la tribune ou qu'il siége dans les comités du conseil des Cinq-Cents où il a été appelé après la dissolution de la convention nationale. Le département de Lot-et-Garonne le renvoie en 1799 au Corps législatif. Il y reste jusqu'en 1806, avec le titre de secrétaire.

### Démission du poste d'évêque de la Mayenne
Depuis son élection à la Convention, les plaintes les plus éplorées de ses ouailles, les supplications réitérées de son clergé n'ont pu obtenir de lui le moindre signe de vie. On lui accorde cependant 300 livres d'indemnité pour le mobilier que les Vendéens lui ont pris. Dès l'année 1797, il a refusé de prendre part au concile national qui s'ouvre à Paris sous la présidence de l'évêque constitutionnel Claude Le Coz.
Il démissionne de sa fonction d'évêque  le 24 novembre 1798. Au mois de janvier 1799, le ministre de la police signale au département de la Mayenne le projet d'une réunion du clergé assermenté, qui doit procéder à l'élection de son successeur. Le commissaire répond le 7 janvier qu'il ignore où en est l'affaire et qu'il est d'avis de ne pas empêcher la réunion si elle se fait sans trouble. On sait que l'élection du successeur se fait par le dépôt d'un bulletin dans un tronc par les quelques électeurs qui suivent le parti des constitutionnels. Ses confrères, les évêques de la république, remplacent alors Villar par l'abbé Charles-François Dorlodot.

### Membre de l'Institut de France et de l'Académie française
Lors de la création de l'Institut, le 10 décembre 1795, il est nommé membre de la classe de littérature et beaux-arts, que Napoléon modifie plus tard sous le titre de deuxième classe de l'Institut, ou classe de la langue et de la littérature françaises, redevenue aujourd'hui l'Académie française, dont il est membre en 1803.
Secrétaire de sa classe pendant les années 1801 et il fait en cette qualité six Notices des travaux de littérature et de beaux-arts de l'Institut national, pendant les ans 9 et 10. Par décret du mois de février 1805, il est nommé membre de la commission du Dictionnaire de la langue française avec André Morellet, Roch-Ambroise Cucurron Sicard, Antoine-Vincent Arnault et Jean Baptiste Antoine Suard.
Dès que l'instruction publique est organisée, en 1800, il lui rend d'importants services en qualité d'inspecteur général des études, place dont il exerce les fonctions jusqu'en 1815, et conserve le titre jusqu'à sa mort. II est nommé membre de la Légion d'honneur dès la création, puis officier en 1807. À l'époque du Concordat, il se soumet au nouvel ordre de choses. Villar, sans reprendre sous l'Empire les fonctions ni le costume ecclésiastique, demeure toujours attaché comme particulier aux croyances et aux pratiques religieuses. Il croit aussi devoir aux convenances de son état de ne point revêtir le costume de l'Institut.
Sous la Restauration, il est maintenu membre de l'Académie française, rétablie par la loi du 21 mars 1816. Depuis longtemps, affaibli par l'âge, il ne prend aucune part aux travaux de l'Académie, lorsqu'il meurt subitement, frappé d'apoplexie, le 26 août 1826. Ses obsèques ont lieu à Saint-Thomas-d'Aquin. Louis Simon Auger prononce sur son cercueil un discours qui n'a point été imprimé. Villar a pour successeur Charles-Marie de Feletz.

## Publications
Outre les Rapports et les Notices mentionnés dans cet article, on a de lui : 
- Le Berger fidèle, idylle adressée à Mgr de Lorry, évêque de Tarbes.
- Ode sur le rétablissement des parlements, couronnée par l'Académie des Jeux floraux, 1776.
- Ode sur le Despotisme oriental,1778.
- des Lettres pastorales, en fort petit nombre.
- des Poésies insérées dans quelques recueils.

On trouve dans les Mémoires de l'Institut national :
- Quelques Fragments du XVIe chant de l'Iliade, traduit en vers français, 8 nivôse an V.
- Notice sur la vie et les ouvrages de Jean-Baptiste Louvet, 15 vendémiaire an VI.
- Notice sur des travaux non imprimés et publiés séparément.
- Notice sur la vie et les travaux d'Étienne-Louis Boullée, architecte, 15 messidor an VII.
- Notice sur la vie et les ouvrages de Jean Dusaulx, 15 nivôse an VIII.
- le Désespoir d'Achille après la mort de Patrocle, traduit en vers français, qui a été publié dans la Décade philosophique.
- Notice strimestrielles pour l'an IX et l'an X.

Villar donna aussi divers articles de journaux.

## Famille
L'abbé Villar a plusieurs frères:
- L'aîné Noël Villar est chirurgien
- Jean-Baptiste Nicolas Dorothée Villar (1742-1808) est un avocat distingué du barreau de Toulouse. Le biographe de Chéronnée l'avait fait surnommer Villar-Plutarque. Il embrasse les principes de la Révolution française avec modération, et est envoyé à Mayence le 10 avril 1792, en qualité de chargé d'affaires de France. Au mois d'octobre 1794, il est appelé aux fonctions de ministre de la république auprès de l'État de Gênes, où il remplace Naillac, accusé d'avoir livré Toulon aux Anglais. Il est remplacé lui-même, au mois d'avril 1796, par Guillaume-Charles Faipoult. De retour à Paris, il renonce à toutes fonctions publiques et mourut peu d'années après.
- Bonaventure François Gabriel Villar est un ecclésiastique, soi-disant chanoine régulier génovéfain (mais il ne figure pas dans la Prosopographie de Petit). Il est assidu à l'église, et cherche à exercer son ministère pendant la Révolution française. Il rejoint son frère en Mayenne, et devient un de ses vicaires épiscopaux. Le matin même de l'arrivée des Vendéens à Laval, il part à cheval, se dirigeant vers Paris; et pour Isidore Boullier depuis ce jour on ignore ce qu'il est devenu.